# ويليام إل. تايلور
ويليام إل. تايلور (بالإنجليزية: William L. Taylor)‏ هو محامي أمريكي، ولد في 4 أكتوبر 1931 في بروكلين في الولايات المتحدة، وتوفي في 28 يونيو 2010 في بيثيسدا في الولايات المتحدة.